# ساری‌مشه (آماسیه)
ساری‌مشه (به ترکی استانبولی: Sarımeşe) یک منطقهٔ مسکونی در ترکیه است که در آماسیه واقع شده‌است.